# Campionati mondiali di tiro 1947
I campionati mondiali di tiro 1947 furono la trentatreesima edizione dei campionati mondiali di questo sport e si disputarono a Stoccolma. La nazione più medagliata fu la Svezia.

## Risultati

### Uomini

#### Carabina
| Evento                       | Oro                                                                                           | Oro       | Argento                                                                            | Argento   | Bronzo                                                                             | Bronzo    |
| Evento                       | Atleta                                                                                        | Risultato | Atleta                                                                             | Risultato | Atleta                                                                             | Risultato |
| 50m a terra                  | Willy Røgeberg                                                                                | 399       | Jonas Jonsson                                                                      | 398       | Kurt Johansson                                                                     | 398       |
| 50m a terra a squadre        | Svezia Uno Berg Isac Erben Jonas Jonsson Kurt Johansson Erland Koch                           | 1981      | Finlandia Olavi Elo Pauli Janhonen Olavi Hynninen Toivo Mänttäri Osmo Rantala      | 1974      | Norvegia Johan Hunæs Halvar Kongsjorden Willy Røgeberg Odd Sannes Tore Skredegaard | 1966      |
| 50m in ginocchio             | Johan Hunæs                                                                                   | 388       | Otto Horber                                                                        | 388       | Tore Skredegård                                                                    | 387       |
| 50m in ginocchio a squadre   | Svizzera Robert Bürchler Marcio Ciocco Emil Grünig Otto Horber Louis Schlapbach               | 1920      | Norvegia Johan Hunæs Halvar Kongsjorden Willy Røgeberg Odd Sannes Tore Skredegaard | 1918      | Svezia Walther Fröstell Isac Erben Jonas Jonsson Kurt Johansson Harry Johansson    | 1909      |
| 50m in piedi                 | Isac Holger Erben                                                                             | 377       | Mauritz Amundsen                                                                   | 373       | Erling Kongshaug                                                                   | 371       |
| 50m in piedi a squadre       | Norvegia Mauritz Amundsen Halvar Kongsjorden Willy Røgeberg Erling Kongshaug Tore Skredegaard | 1847      | Svezia Sven Dessle Isac Erben Jonas Jonsson Kurt Johansson Nils Naumburg           | 1838      | Finlandia Olavi Elo Bruno Frietsch Olavi Hynninen Toivo Mänttäri Pauli Janhonen    | 1833      |
| 50m e 100m a terra           | Odd Sannes                                                                                    | 592       | Erland Koch                                                                        | 591       | Olavi Hynninen                                                                     | 590       |
| 50m e 100m a terra a squadre | Svezia Sven Dessle Ole Hulström Erland Koch Rune Gernström                                    | 2346      | Norvegia Mauritz Amundsen Johan Hunæs Willy Røgeberg Odd Sannes                    | 2345      | Gran Bretagna John Chandler Victor Gilbert James Jones Claude Sonley               | 2333      |
| 300m 3 posizioni             | Pauli Janhonen                                                                                | 1116      | Robert Bürchler                                                                    | 1116      | Otto Horber                                                                        | 1111      |
| 300m 3 posizioni a squadre   | Svizzera Otto Horber Robert Bürchler Werner Jakober Emil Grünig Louis Schlapbach              | 5500      | Finlandia Bruno Frietsch Olavi Elo Olavi Hynninen Pauli Janhonen Toivo Mänttäri    | 5489      | Svezia Uno Berg Isac Erben Walther Fröstell Kurt Johansson Nils Naumburg           | 5463      |
| 300m a terra                 | Robert Bürchler                                                                               | 392       | Kurt Johansson                                                                     | 388       | Otto Horber                                                                        | 388       |
| 300m in ginocchio            | Walther Fröstell                                                                              | 375       | Kurt Johansson                                                                     | 375       | Pauli Janhonen                                                                     | 374       |
| 300m in piedi                | Pablo Cagnasso                                                                                | 363       | Olavi Elo                                                                          | 357       | Pauli Janhonen                                                                     | 356       |

#### Carabina standard
| Evento         | Oro                                                                       | Oro       | Argento                                                                           | Argento   | Bronzo                                                                         | Bronzo    |
| Evento         | Atleta                                                                    | Risultato | Atleta                                                                            | Risultato | Atleta                                                                         | Risultato |
| 300m           | Kurt Johansson                                                            | 527       | Walther Fröstell                                                                  | 527       | Otto Horber                                                                    | 524       |
| 300m a squadre | Svezia Uno Berg Isac Erben Walther Fröstell Kurt Johansson Tore Wickström | 2580      | Svizzera Otto Horber Emil Grünig Robert Bürchler Ernst Tellenbach Karl Zimmermann | 2576      | Argentina Antonio Ando Juan de Marchi Pablo Cagnasso José Casaza Antonio Ortiz | 2520      |

#### Carabina militare
| Evento         | Oro                                                               | Oro       | Argento                                                           | Argento   | Bronzo                                                        | Bronzo    |
| Evento         | Atleta                                                            | Risultato | Atleta                                                            | Risultato | Atleta                                                        | Risultato |
| 300m           | Otto Horber                                                       | 216       | Karl Zimmermann                                                   | 215       | Lennart Eriksson                                              | 215       |
| 300m a squadre | Svizzera Otto Horber Emil Grünig Ernst Tellenbach Karl Zimmermann | 845       | Svezia Lennart Eriksson Arne Follmark Börje Kallin Henry Malmberg | 816       | Norvegia Sverre Glomnes Jens Fredbo Willy Røgeberg Sigurd Vik | 797       |

#### Pistola
| Evento        | Oro                                                                                     | Oro       | Argento                                                                       | Argento   | Bronzo                                                                               | Bronzo    |
| Evento        | Atleta                                                                                  | Risultato | Atleta                                                                        | Risultato | Atleta                                                                               | Risultato |
| 50m           | Torsten Ullman                                                                          | 545       | Óscar Bidegain                                                                | 539       | Karl-Axel Wallen                                                                     | 536       |
| 50m a squadre | Argentina Óscar Bidegain Pablo Cagnasso Federico Grüben Federico Manes Alberto Martjena | 2666      | Svezia Sven Lundquist Sture Nordlund Gunnar Schött Torsten Ullman Karl Wallen | 2653      | Svizzera Heinz Ambühl Walter Schaffner Ernst Flückiger Beat Rhyner Alexander Specker | 2631      |

#### Pistola a fuoco rapido
| Evento        | Oro                                                                          | Oro       | Argento                                                          | Argento   | Bronzo                                                                           | Bronzo    |
| Evento        | Atleta                                                                       | Risultato | Atleta                                                           | Risultato | Atleta                                                                           | Risultato |
| 25m           | Enrique Díaz Sáenz                                                           | 570       | Konstantin Mylonas                                               | 558       | Sven Lundquist                                                                   | 558       |
| 25m a squadre | Italia Ferdinando Bernini Guido Bertoni Francesco Linari Belgio Mazzavillani | 2190      | Finlandia Väinö Heusala Matti Kallio Mauri Kuokka Leonard Ravilo | 2161      | Grecia Evangelos Chryssafis Ajngelos Papadimas Konstantin Mylonas Georges Vichos | 2119      |

#### Pistola a fuoco
| Evento        | Oro                                                             | Oro       | Argento                                                           | Argento   | Bronzo                                                               | Bronzo    |
| Evento        | Atleta                                                          | Risultato | Atleta                                                            | Risultato | Atleta                                                               | Risultato |
| 25m           | Torsten Ullman                                                  | 1048      | Mauri Kuokka                                                      | 1041      | N. J. Rodeheffer                                                     | 1041      |
| 25m a squadre | Finlandia Jaakko Rintanen Matti Kallio Mauri Kuokka Väinö Skarp | 4079      | Svezia Aaro Helmisalo Eric Holmberg Sven Lundquist Torsten Ullman | 4027      | Gran Bretagna Reginald Bennett Bill Staton Henry Steele Bill Willott | 3928      |

#### Bersaglio mobile
| Evento             | Oro                | Oro       | Argento        | Argento   | Bronzo            | Bronzo    |
| Evento             | Atleta             | Risultato | Atleta         | Risultato | Atleta            | Risultato |
| 100m tiro semplice | Per Olof Sköldberg | 203       | Yrjö Miettinen | 199       | Thorleif Kockgård | 198       |
| 100m tiro doppio   | Hans Åsnes         | 197       | Hans Liljedahl | 196       | Thorleif Kockgård | 194       |

#### Fossa olimpica
| Evento      | Oro                                                               | Oro       | Argento                                                             | Argento   | Bronzo                                                                 | Bronzo    |
| Evento      | Atleta                                                            | Risultato | Atleta                                                              | Risultato | Atleta                                                                 | Risultato |
| Individuale | Hans Liljedahl                                                    | 285       | Klas Kleberg                                                        | 276       | Seifullah Ghaleb                                                       | 276       |
| A squadre   | Svezia Nils Högfeldt Klas Kleberg Hans Liljedahl Carl Palmstierna | 737       | Egitto Seifullah Ghaleb Farid Makarius Mahmoud Labib Sherif Shahine | 713       | Finlandia Werner Ekman Albert de Prado Konrad Huber Sven-Erik Rosenlew | 681       |

#### Skeet
| Evento      | Oro        | Oro       | Argento          | Argento   | Bronzo    | Bronzo    |
| Evento      | Atleta     | Risultato | Atleta           | Risultato | Atleta    | Risultato |
| Individuale | G. Kjellin | 95        | Carl Palmstierna | 94        | A. Norman | 93        |

## Medagliere
Nazione ospitante
| Posiz. | Nazione       | Oro | Argento | Bronzo | Totale |
| ------ | ------------- | --- | ------- | ------ | ------ |
| 1      | Svezia        | 12  | 12      | 9      | 33     |
| 2      | Svizzera      | 5   | 4       | 4      | 13     |
| 3      | Norvegia      | 5   | 3       | 4      | 12     |
| 4      | Argentina     | 3   | 1       | 1      | 5      |
| 5      | Finlandia     | 2   | 6       | 5      | 13     |
| 6      | Italia        | 1   | 0       | 0      | 1      |
| 7      | Grecia        | 0   | 1       | 1      | 2      |
| 7      | Egitto        | 0   | 1       | 1      | 2      |
| 9      | Gran Bretagna | 0   | 0       | 2      | 2      |
| 10     | Stati Uniti   | 0   | 0       | 1      | 1      |